# Amdír
Amdír (que significa «esperanza» o «alzar la vista» en la lengua élfica sindarin) es un personaje ficticio que pertenece al legendarium creado por el escritor británico J. R. R. Tolkien y cuya historia tan solo aparece narrada en la colección de relatos titulada Cuentos inconclusos de Númenor y la Tierra Media. También llamado Malgalad, es un elfo del linaje Sindar, rey del bosque de Lothlórien y padre de Amroth. 
A finales de la Segunda Edad del Sol, Amdír respondió a la llamada del Alto rey de los Noldor, Gil-Galad, para participar en la Guerra de la Última Alianza contra Sauron. Allí y durante la batalla de Dagorlad, su ejército fue separado del resto y empujado hacia la Ciénaga de los Muertos, donde Amdír falleció al recibir una herida mortal.